# Anna Fotyga
Anna Elżbieta Fotyga (12 de enero de 1957) es una política polaca que actualmente se desempeña como miembro del Parlamento Europeo y es el secretario general del Partido Conservador y Reformista Europeo. Se desempeñó como Ministra de Asuntos Exteriores de Polonia, en los sucesivos gabinetes de Kazimierz Marcinkiewicz y Jarosław Kaczyński (2006-2007) y Jefa de la Cancillería del Presidente (2007-2008).

## Biografía
Es licenciada por la Universidad de Gdansk y por la Escuela Danesa de Administración Pública. También realizó pasantías de postgrado en el Departamento de Trabajo de los Estados Unidos, la Universidad de Cornell en Nueva York y el Banco Europeo de Reconstrucción y Desarrollo.
En 1981 y nuevamente después de 1989,  actuó como jefa del Ministerio de Asuntos Exteriores de la sede de Solidaridad en Gdansk y fue un estrecho colaboradora de Lech Kaczyński. En 2000, sirvió como asesora de asuntos exteriores del entonces primer ministro Jerzy Buzek. Posteriormente fue vicepresidenta del consejo de supervisión de la Administración de la Seguridad Social (Zakład Ubezpieczen Spolecznych, ZUS) con especial experiencia en la Organización Internacional del Trabajo (Międzynarodowa Organizacja Pracy) y el Banco Mundial. De 2002 a 2004 fue teniente de alcalde de Gdansk.
Tras la caída del gobierno de Kaczynski en 2007, fue reemplazada por Radosław Sikorski como ministro de Asuntos Exteriores de Polonia.
Hasta el 20 de agosto de 2008, fue jefa de la Oficina del Presidente de la República de Polonia.
Desde 2014 hasta 2019, presidió la Subcomisión de Seguridad y Defensa del Parlamento Europeo. Desde entonces ha sido miembro de pleno derecho tanto del Comité de Asuntos Exteriores como de su Subcomité de Seguridad y Defensa.
En 2015, los medios de comunicación informaron quefue incluida en una lista negra rusa de personas prominentes de la Unión Europea a quienes no se les permite ingresar al país.